# Koloskop

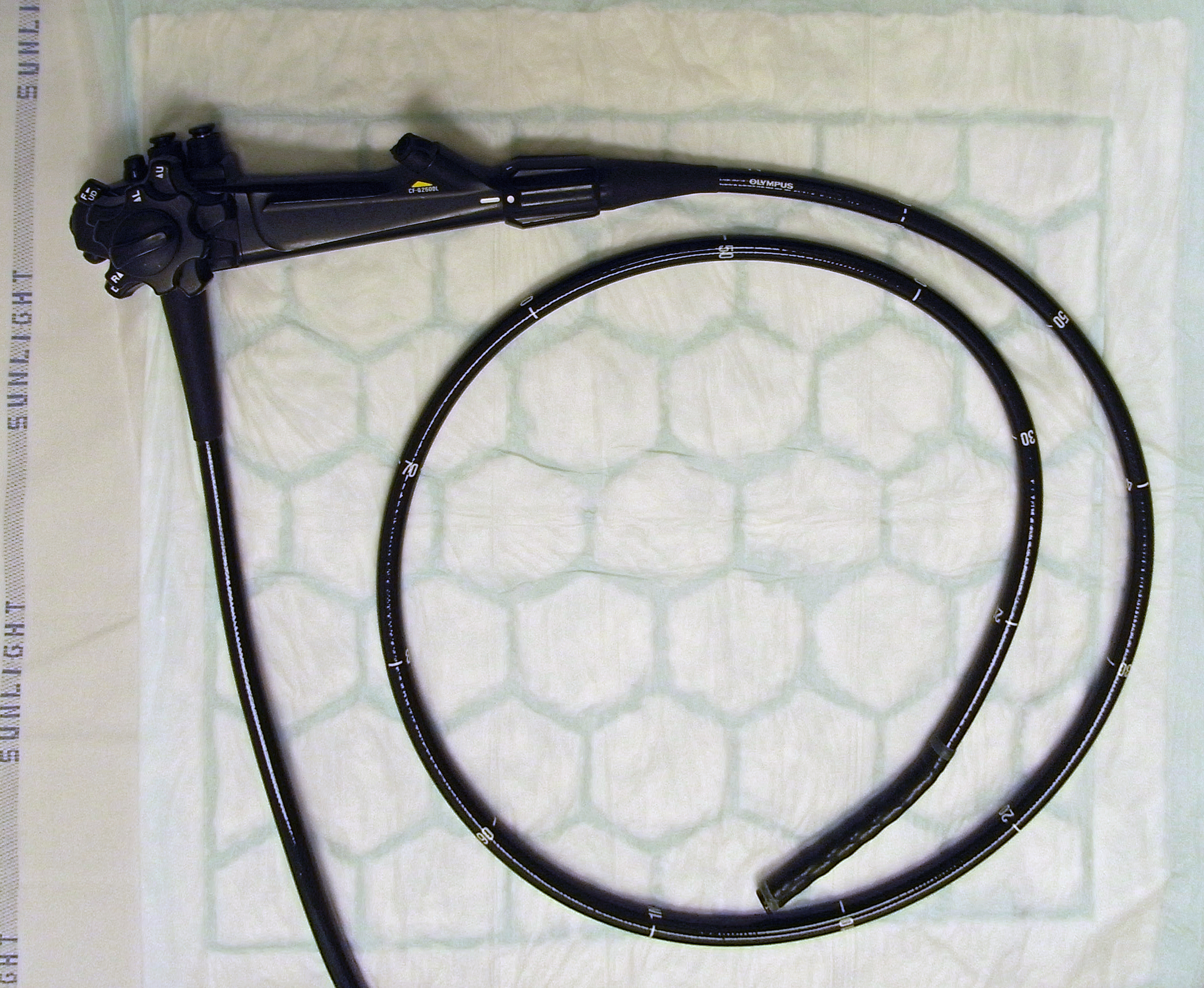

Ein Koloskop (auch: Kolonoskop) ist ein Gerät zur Durchführung der Koloskopie, einer kontinuierlichen optischen Darstellung der Schleimhaut von Dickdarm (Colon) und terminalem Ileum.
Das Koloskop ist ein biegsames Endoskop und besteht aus einem flexiblen Schlauch mit einer Optik (Lichtquelle und Kamera), der über den After in den Darm geschoben wird. Der Schlauch weist nur geringe Rückstellkräfte auf und dient der Kraftübertragung zwischen Untersucher und Optikchip. Er beherbergt Lichtleiterkabel zur Ausleuchtung, Bildübertragungskabel und Seilzüge, Kanäle für Spülwasser und Absaugung sowie einen Arbeitskanal für Hilfsgeräte wie Zangen, Spritzennadel, Clips und Schlingen. Einige Koloskope weisen in der mittleren Sektion des Geräts eine technische Vorrichtung zur Änderung der Steifheit auf (Variable Versteifung). Damit kann die Passage bei Schlingenbildung im Darm erleichtert werden. Mit dem Koloskop kann der Arzt das Innere des Dickdarms betrachten, bei Bedarf Gewebeproben entnehmen (Biopsie) oder kleinere operative Eingriffe, wie die Abtragung von Gewebswucherungen (Tumoren) oder die Entfernung von Darmpolypen (Polypektomie) durchführen.
Klassifizierung nach Nomenklatursystemen:
- UMDNS Code: 10-950 (Universal Medical Device Nomenclatur System UMDNS)
- GMDN Code: 10951 (Global Medical Device Nomenclatur System GMDN)

## Technische Hilfsmittel
Es gibt verschiedene Aufsätze für ein Koloskop. Diese Aufsätze tragen dazu bei, die Inspektion des Darms zu verbessern. Zu den Aufsätzen gehören unter anderem transparente Kunststoffkappen oder neuartige Aufsätze mit Seitenärmchen (z. B. ENDOCUFF VISION®). Aufsätze mit transparenten Kunststoffkappen verbessern die Sicht, indem sie eine größere Distanz zwischen Kamera und Darmlumen schaffen. Aufsätze mit Seitenärmchen können außerdem die Sicht durch die Glättung der Darmfalten verbessern. Gleichzeitig gewährleisten die aufklappbaren Seitenärmchen auch eine kontrolliertere Steuerung durch mehr Stabilität während des Rückzugs des Koloskops aus dem Darm. Dies ist wichtig, da Koloskope beim Rückzug oft zu schnell durchrutschen und dadurch klinische Veränderungen möglicherweise übersehen werden.

## Einzelnachweis
1. ↑  Todd Baron: The variable stiffness colonoscope: a scope for all seasons? In: American Journal of Gastroenterology. AJG, 2002, abgerufen am 11. Januar 2018 (englisch).